# Kotex

Logo

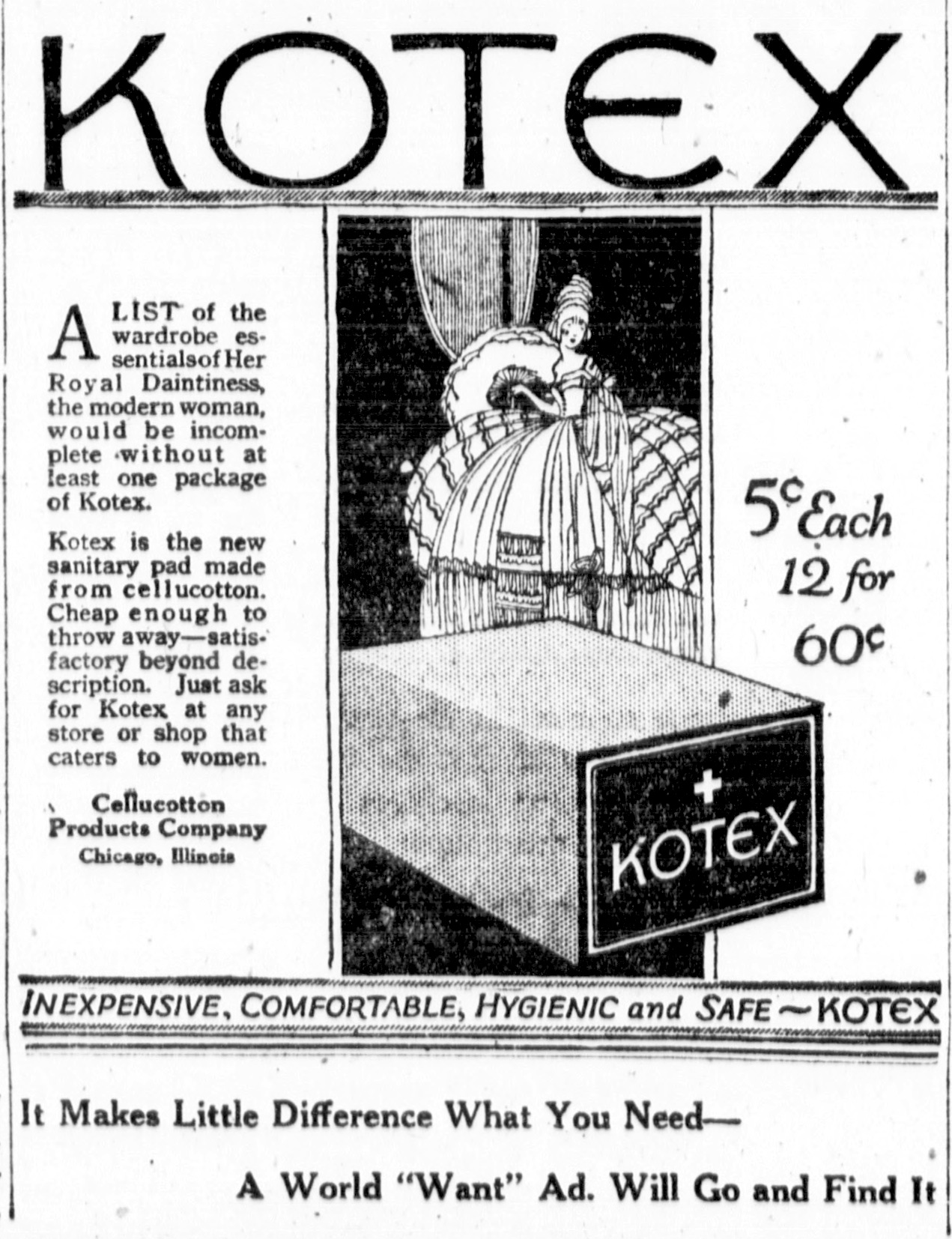
Một bài quảng cáo băng vệ sinh Kotex trên báo năm 1920

Kotex là nhãn hiệu vệ sinh phụ nữ, với các sản phẩm như Kotex maxi thấm hút nhanh, băng vệ sinh mỏng và siêu mỏng cánh, tampon, đệm lót. Kotex trực thuộc Kimberly-Clark, một công ty hàng tiêu dùng có mặt ở hơn 80 quốc gia trên toàn thế giới.
Website chính thức của Kotex Việt Nam: https://www.kotex.com.vn/

## Lịch sử
Trong lịch sử, những sản phẩm băng vệ sinh phụ nữ dùng một lần bắt đầu xuất hiện vào khoảng thế kỷ 19, do những công ty như Hartmann của Đức và Johnson & Johnson của Hoa Kỳ quảng cáo. Tại Hoa Kỳ, Kotex được tập đoàn Kimberly-Clark sáng lập vào năm 1920. Các sản phẩm băng vệ sinh Kotex thời kỳ này tận dụng phần bông bột gỗ (cellucotton) dư thừa từ những miếng băng y tế thời Chiến tranh thế giới thứ nhất. Kotex sau đó dần trở nên thịnh hành vào những năm 1920 khi hãng Kimberly-Clark đưa quảng cáo lên tờ tạp chí phụ nữ Good Housekeeping. Tuy một số độc giả cho rằng việc quảng bá này là phản cảm, nhưng Kotex vẫn có được những thành công về thương mại.
Ban đầu, băng vệ sinh được bán tại các quầy thuốc bệnh viện với giả khoảng 60 cent. Sau này, băng vệ sinh được chấp nhận rộng rãi hơn khi xí nghiệp bán lẻ Montgomery Ward bắt đầu quảng cáo chúng trong những cuốn catalog năm 1926. Sản phẩm đạt thành công về doanh thu khi bán được khoảng 11 triệu USD vào năm 1927 tại 57 quốc gia. Băng vệ sinh trở thành một trong những sản phẩm dịch vụ cá nhân đầu tiên trong lịch sử bán lẻ Mỹ sau khi nó được bày bán rộng rãi, chúng được đặt trong một quầy riêng cùng hộp trả tiền để phụ nữ không cần phải hỏi mua một cách trực tiếp. Sau Kotex, các thương hiệu đi kèm khác cũng xuất hiện như Tampax vào năm 1936, Belts của Personal Products Co. và New Freedom Pads của Kimberly-Clark vào khoảng những năm 1970.
Vào tháng 8 năm 2009, Kotex ra mắt dòng sản phẩm phụ là Kotex Luxe tại Singapore. Hãng tiếp tục với dòng U by Kotex Tween, băng vệ sinh cho các bé gái từ 8 đến 12 tuổi, tại Mỹ vào năm 2011.
Vào tháng 9 năm 2012, Kimberly-Clark đưa ra khuyến cáo không nên dùng các sản phẩm tampon Kotex lỗi sau khi hãng bị đánh cắp hàng và bán ra thị trường. Tuy vậy, hãng cho biết các sản phẩm lỗi này chỉ gây ra những nguy cơ ảnh hưởng sức khỏe nhỏ đến người dùng.
Kotex cho ra mắt thị trường dòng băng vệ sinh New Freedom vào khoảng đầu những năm 1970, đây là một trong những sản phẩm băng vệ sinh không cánh đầu tiên trên thị trường.

## Trong văn hóa đại chúng
Sản phẩm lăn khử mùi Quest Deodorant Powder, một thương hiệu vệ sinh phụ nữ do Kotex sản xuất, từng xuất hiện dễ thấy trong tập "Collaborators" của sê-ri truyền hình Mad Men (mùa 6 tập 3, phát sóng ngày 14 tháng 4 năm 2013). Trong tập này, nhân vật Peggy Olson (Elisabeth Moss đóng) tìm thấy một hộp Quest trên bàn, cùng với tờ hướng dẫn sử dụng. Cuối tập, Peggy giữ nó lại ở trong ngăn bàn của mình.
Băng vệ sinh của Kotex cũng xuất hiện trong một tập của sê-ri Boardwalk Empire (tập "Blue Bell Boy", mùa 3 tập 4, lên sóng ngày 7 tháng 10 năm 2012).